# Linha Roca
A Linha Roca é uma das 7 linhas suburbanas da região metropolitana de Buenos Aires, administradas pelo Estado Nacional, através da companhia Trenes Argentinos.

## Serviço
Essa linha é o trecho metropolitano da ferrovia General Roca, que serve passageiros entre as estações Constitución, na Capital, e La Plata, na Grande Buenos Aires.
Compreende um total de 75 estações, que cruzam as cidades de Buenos Aires, Avellaneda, Brandsen, Quilmes, Berazategui, La Plata, Chascomús, Lanús, Lomas de Zamora, Almirante Brown, San Vicente, Florencio Varela, Esteban Echeverría, Ezeiza, Cañuelas, Lobos, San Miguel, Presidente Perón, La Matanza e Morón.
Atende cerca de 91,4 milhões de passageiros anualmente.
Na estação Constituição, há uma transferência com a Linha C do Metrô de Buenos Aires, enquanto na estação Augustín de Elía, há conexão com a Linha Belgrano Sur.

## Ramais operados na linha

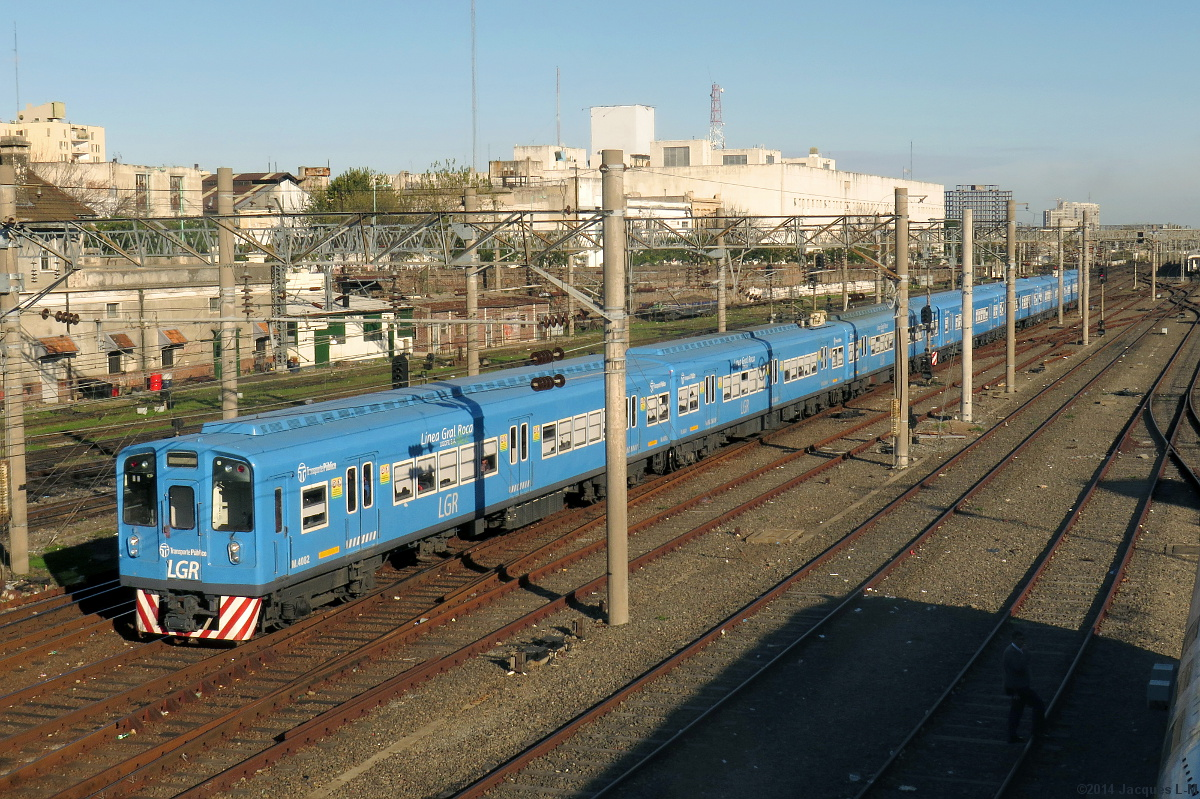
Um TUE de fabricação japonesa prestando serviço na linha.

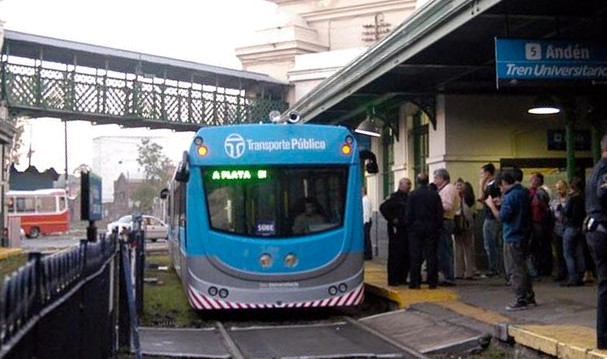
Trem universitário, que serve a Universidade Nacional de La Plata.

| Início       | Fim                             | Dist/Km. | Tipo    |
| ------------ | ------------------------------- | -------- | ------- |
| Constitución | Ezeiza                          | 35       | TUE     |
| Constitución | Claypole                        | 30       | TUE     |
| Constitución | Temperley - Bosques / Gutiérrez | 30       | Diesel  |
| Constitución | Glew / Alejandro Korn           | 45       | TUE     |
| Constitución | Bosques (via Berazategui)       | 30       | Diesel  |
| Constitución | City Bell                       | 45       | TUE     |
| City Bell    | La Plata                        | 15       | Diesel  |
| Ezeiza       | Cañuelas                        | 35       | Diesel  |
| Temperley    | General Alvear                  | 230      | Diesel  |
| Temperley    | Haedo                           | 10       | Diesel  |
| Claypole     | Bosques                         | 12       | Diesel  |
| Cañuelas     | San Miguel (partido)            | 45       | Diesel  |
| Cañuelas     | Lobos                           | 35       | Diesel  |
| La Plata     | Trem universitário da UNLP      | 4        | Railcar |